# Vouzela (freguesia)
A Freguesia de Vouzela é uma antiga freguesia portuguesa do Município de Vouzela, que tinha 5,17 km² de área e 1 350 habitantes (2011), tendo, por isso, uma densidade populacional de 261,1 h/km².
A partir de 29 de Setembro de 2014, a Freguesia de Vouzela foi extinta (agregada) tendo o seu território passado a fazer parte integrante da então criada União de Freguesias de Vouzela e Paços de Vilharigues.
Sede do município de nove freguesias, com uma extensão de 193 km², e uma população que ronda os 13.200 habitantes, Vouzela está situada em pleno coração da sub-região de Dão-Lafões.

## População
| População da Freguesia de Vouzela | População da Freguesia de Vouzela | População da Freguesia de Vouzela | População da Freguesia de Vouzela | População da Freguesia de Vouzela | População da Freguesia de Vouzela | População da Freguesia de Vouzela | População da Freguesia de Vouzela | População da Freguesia de Vouzela | População da Freguesia de Vouzela | População da Freguesia de Vouzela | População da Freguesia de Vouzela | População da Freguesia de Vouzela | População da Freguesia de Vouzela | População da Freguesia de Vouzela |
| --------------------------------- | --------------------------------- | --------------------------------- | --------------------------------- | --------------------------------- | --------------------------------- | --------------------------------- | --------------------------------- | --------------------------------- | --------------------------------- | --------------------------------- | --------------------------------- | --------------------------------- | --------------------------------- | --------------------------------- |
| 1864                              | 1878                              | 1890                              | 1900                              | 1911                              | 1920                              | 1930                              | 1940                              | 1950                              | 1960                              | 1970                              | 1981                              | 1991                              | 2001                              | 2011                              |
| 716                               | 944                               | 1 036                             | 1 152                             | 1 236                             | 1 173                             | 1 340                             | 1 404                             | 1 372                             | 1 259                             | 1 167                             | 1 340                             | 1 407                             | 1 485                             | 1 350                             |

## Geografia
Situada no topo norte do município do qual é sede, Vouzela surge como vila encantada por entre as brumas das manhãs de Outono. Descendo a encosta norte da Serra do Caramulo já a encontramos aos pés do Monte da Senhora do Castelo e do Gamardo espraiando-se até ao Vouga, emoldurada pelo exuberante verde das florestas e, aqui e ali, casas de quinta, ora brancas, ora de um cinzento velho e granítico.
A vila é pequena mas airosa: servida por boas vias de comunicação, ligada por camionagem a todo o concelho, possuindo transportes rápidos para os grandes centros e dotada de todas as infra-estruturas que tornam a vida cómoda e calma.
As suas várias casas quinhentistas, a atestar seu passado valor, harmonizam-se com construções modernas surgidas em zonas novas e espalhadas por toda a vila.
Junto à vila há paisagens maravilhosas a impressionar o visitante: a estrada que nos leva à foz do Rio Zela, tem um aspecto caracteristicamente alpino, com a esplêndida piscina natural que o Vouga ali nos proporciona. E o Monte do castelo onde se localiza o magnífico Parque de Campismo, com todas as infra-estruturas que lhe proporcionam umas excelentes férias, para onde se vai numa estrada sinuosa de uns três quilómetros, permite-nos lançar a vista para um quadro estupendo, a conquistar o turista mais viajado, que dirá jamais ter visto igual beleza de tantos contrastes harmoniosos.

## História
As primeiras referências à povoação remontam à segunda metade do século XI (1083) e, no entanto, há testemunhos de uma muito maior antiguidade: do castro da Senhora do Castelo, embora ainda não tivesse sido escavado, conserva-se a muralha e aparecem à superfície fragmentos de cerâmica castreja e romana. A existência de duas sepulturas antropomórficas, nas suas imediações, prova que continuou a ser habitado na Alta Idade Média.
A Igreja Matriz de Vouzela, monumento nacional desde 1922, é um templo que impressiona pela simplicidade austera do romântico a que foram acrescentados alguns belos pormenores de um gótico em ascensão. No interior, dos séculos XVIII e XIX, ressalta uma imagem de Cristo crucificado. Esta imagem é uma reconstituição fiel do original de Diogo Pires-o-Velho corroído pelo tempo. Digna de nota é também a bela imagem de Nossa Senhora do Rosário, de madeira policromada que, de expressão serena, nos recebe na calma obscuridade do templo onde sobressai apenas a esparsa luz reflectida na talha barroca dos altares.
Um outro edifício, a Casa da Cavalaria, tem sido alvo de algumas considerações a que não é estranha uma personagem que é um dos símbolos desta terra: D. Duarte de Almeida, o Decepado de Toro.
Vouzela foi, desde tempos muito remotos, uma terra muito importante. Dos romanos sabe-se que por aqui fizeram passar o seu tráfego através da ligação viária para todo o império. Entroncamento de duas importantes vias, que a ligavam à civitas e à região do litoral.
A transacção de antiguidades, por exemplo, constitui já um ex-libris do concelho. A zona Industrial do Monte cavalo em expansão, mostra o dinamismo de uma terra que faz assentar nos alicerces do passado o seu futuro.

## Património cultural

### Trajes tradicionais
A época do ano (Inverno/Verão), a ocasião (trabalho/festa) e principalmente a situação económica das famílias, determinava o trajar do homem e da mulher.
As diferenças verificadas no trajar dos vários grupos sociais são dadas, fundamentalmente, pela qualidade dos tecidos, pelos modelos e pelos adereços. Enquanto no trajar masculino a diferença é feita pelos tecidos, uma vez que os modelos se mantinham semelhantes, no trajar feminino é feita não só pelos tecidos mas também pelos modelos e adereços.
Para ocasiões de trabalho, a mulher vestia modelos simples e de mais usos. Para ocasiões de festa vestia as melhores peças em tecidos e modelos dependendo da sua situação económica. Os tecidos utilizados na confecção dos trajes eram de fabrico caseiro e industrial, como exemplo temos o linho, a estopa, o burel, o pano cru, a seda entre muitos outros. Em geral o traje feminino é composto pela capucha, a saia, o saiote, o avental, a camisa, a cinta, o lenço de cabeça, meias e tamancos. O traje masculino é composto pela capucha, a calça de burel, o colete, a camisa, as ceroulas, a cinta, meias, tamancas, tamancos de burel, a carapuça e a boina.
A capucha merece um destaque especial uma vez que era uma peça comum a todos os trajes, sobretudo femininos. Era e continua a ser usada nas freguesias mais serranas onde os Invernos são mais rigorosos e justificam o seu uso quase diário. A capucha era indispensável por ter múltiplas funções, tornando-se muito prática. A capucha de trabalho era de burel castanho ou tingido de preto sendo o principal abrigo da mulher e do homem que andavam à chuva, vento frio e neve.
Para além de agasalho, esta peça de vestuário, auxiliava a mulher no seu trabalho, pois nela trazia molhos de lenha, frutos, feijões e hortaliça. Muitas vezes servia para deitar a criança, no campo enquanto a mãe trabalhava. Em dias de festa continuava a usar-se a capucha feita de tecidos mais finos como por exemplo de burel novo.

### Festas, feiras e romarias
- Festa da Santa Marinha padroeira da cidade de Paços de Vilharigues
- Festa da Nossa Senhora do Castelo, no dia 15 de Agosto
- Festas do Castelo, na 1ª quinzena de Agosto
- Festa de São Frei Gil, no dia 14 de Maio (feriado municipal)
- Festa do Corpo de Deus, no mês de Junho
- Feira Mensal, na 1ª quarta-feira do mês

## Património natural
Em Vouzela atravessando a Alameda, encontramo-nos no bem cuidado jardim, que no início de Agosto, serve de palco às tradicionais Festas do Castelo. Os seus enormes plátanos e tílias convidam ao descanso.
Pode-se ainda, na Senhora do Castelo, mergulhar no verde das matas que a envolvem e nas piscinas do parque de campismo que ali se situa.

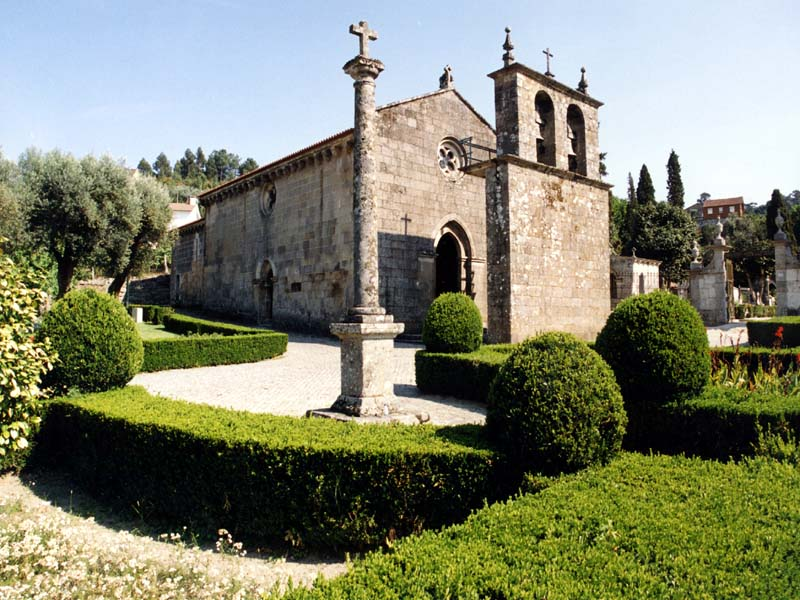
Igreja Matriz de Vouzela e Pelourinho.

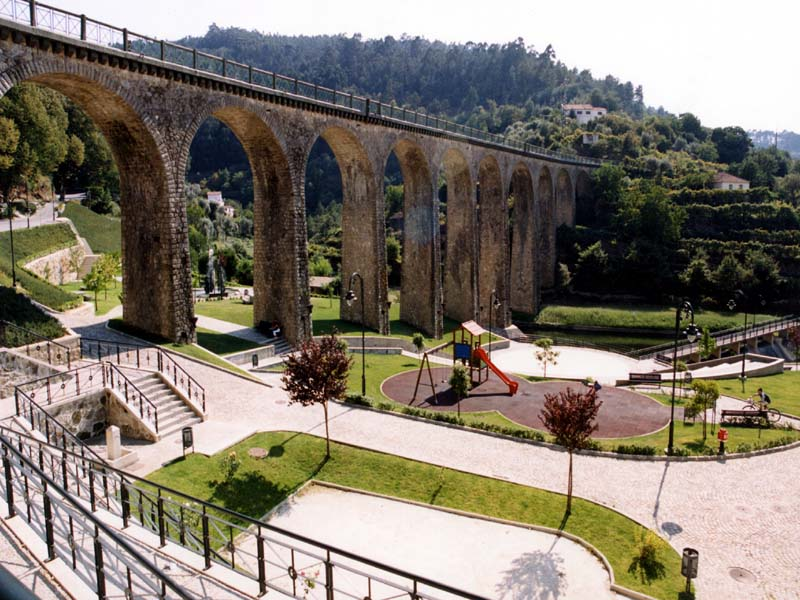
Antiga ponte ferroviária.

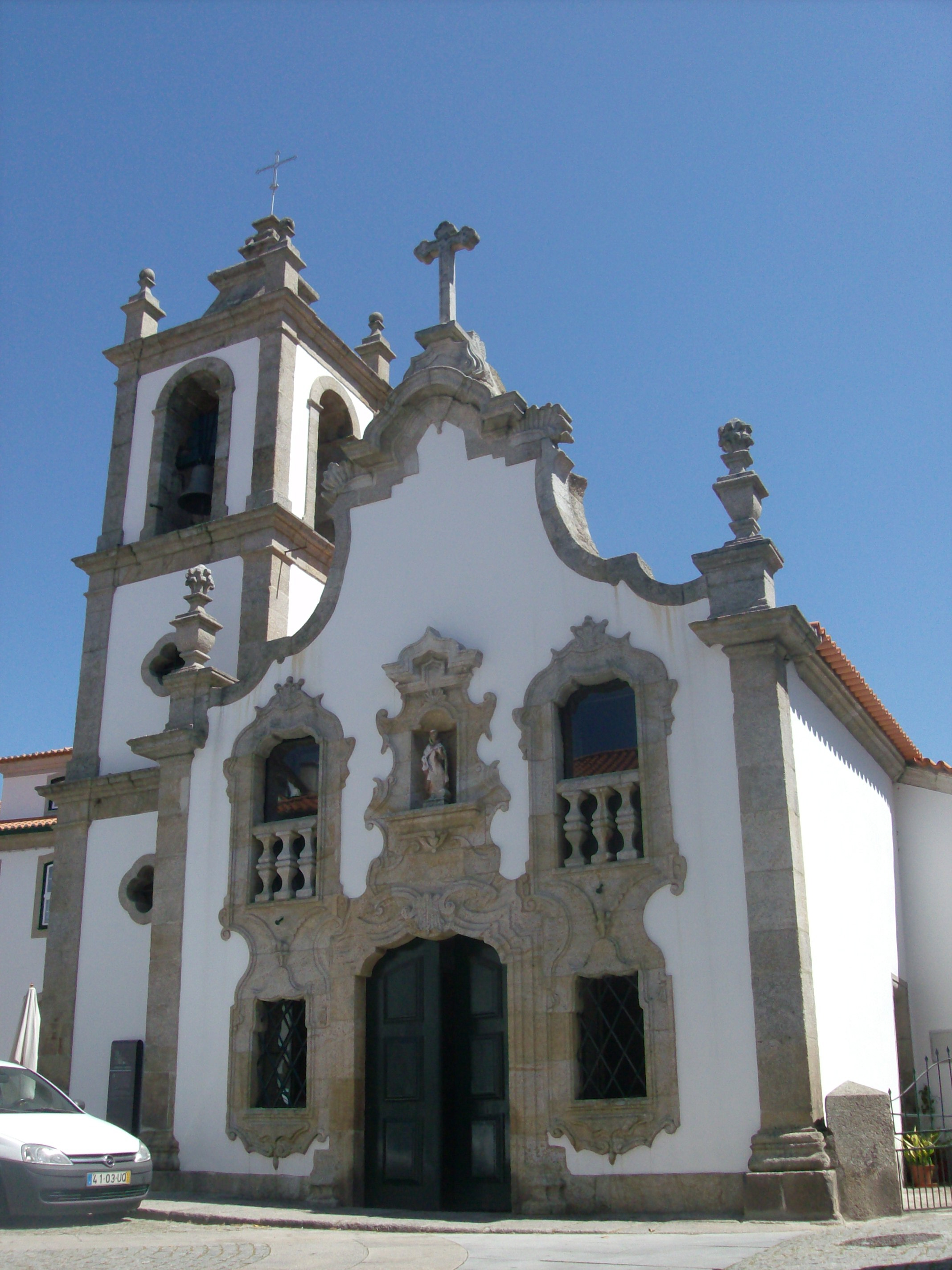
Capela de S. Frei Gil de Vouzela.

## Património histórico
Na periferia da freguesia das Donas encontram-se as Orcas da Albagueira e a Inscultura da Pedra da Gata, do período Neolítico. Como índicios da civilização castreja temos a Citânia do Crasto e a Citânia da Ribamá.
Dentre os edifícios catalogados pelo IPPAR, encontram-se nesta freguesia:
- A Igreja de Santa Maria ou Igreja de Nossa Senhora da Assunção ou Igreja Matriz de Vouzela, de estilo românico.
- O belo e antigo casario onde se destaca a Casa dos Távoras, que dá acesso às margens do rio Zela e à fonte da Nogueira, a qual, segundo a tradição, foi mandada construir pelo Infante D. Luís, filho do rei D. Manuel I.
- O edifício do antigo tribunal que, depois de um bem conseguido restauro e ampliação, acolheu dignamente os actuais Paços do Concelho de Vouzela (Domus Municipallis), do século XVI, com o seu característico arco e varandas, onde hoje funciona a Biblioteca Municipal.
- O edifício do Museu Municipal de Vouzela.
- O Pelourinho de Vouzela.

Tem-se ainda:
- A Igreja da Misericórdia de Vouzela, do século XVIII, com a sua bela frontaria em azulejo.
- A Casa das Ameias, à espera de restauro.
- A capela do século XVII dedicada a São Frei Gil que, em frente e em volte, apresenta algumas das mais belas casas de Vouzela.
- A ponte ferroviária que hoje proporciona um belo passeio pedestre pela zona envolvente do rio Zela e, do outro lado, a mais modesta, mas não menos airosa Ponte romana de Vouzela.

## Vouzelenses Ilustres
- D. D. Duarte de Almeida, o decepado, da batalha de Toro;
- Frei Gil;
- Heitor Homem Telles, Desembargador de sua Majestade, Chanceler da Relação do Porto, Senhor das Quintas do Freixo e de Valgode[2][3];
- Pe. Simão Rodrigues, um dos fundadores da Companhia de Jesus;
- Vasco de Almeida Telles, Familiar do Santo Ofício, instituidor e responsável pela edificação da Capela de São João Baptista, anexa à Casa das Ameias, que deixou a seu sobrinho-neto o Capitão Manuel Telles de Figueiredo e Almeida [4];
- Paulo Homem Telles, Governador das Armas da Província da Beira, Fidalgo da Casa Real, Comendador da Ordem de Cristo, instituidor e responsável pela edificação, com a sua mulher D. Maria Pereira do Mosteiro de Nossa Senhora da Assunção de Tabosa[5];
- João Ramalho, bandeirante